# Миколовски окръг
Миколовски окръг (на полски: Powiat mikołowski) е окръг в Силезко войводство, Южна Полша. Заема площ от 233,14. km2 Административен център е град Миколов.

## География
Окръгът се намира в историческата област Горна Силезия. Разположен е в централната част на войводството.

## Население
Населението на окръга възлиза на 94 666 души (2012 г.). Гъстотата е 406 души/km2.

## Административно деление
Административно окръгът е разделен на 5 общини.
Градски общини:
- Лажиска Гурне
- Миколов
- Ожеше

Селски общини:
- Община Орнонтовице
- Община Вири

## Фотогалерия
- Лажиска Гурне
- Миколов
- Ожеше